# 真室川音頭

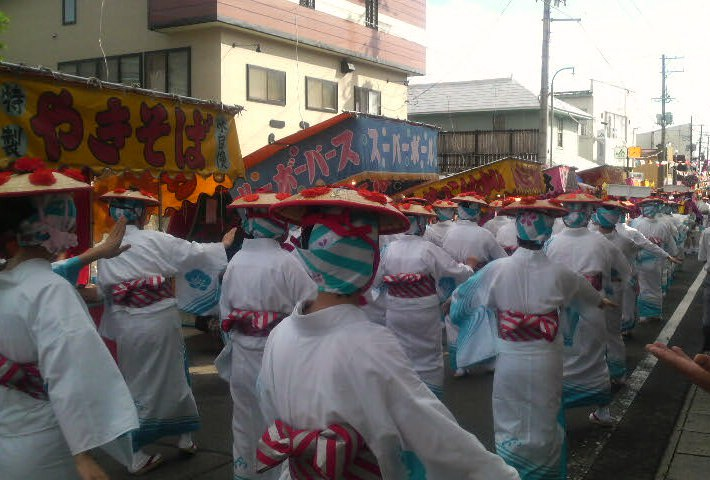
真室川祭りでの真室川音頭によるパレードの様子（2008年）

真室川音頭（まむろがわおんど）は、山形県最北部に位置する真室川町の民謡である。1950年（昭和25年）にレコード化され流行唄となった。
現在でも町の各行事で歌われ、同町では真室川音頭の全国大会も毎年開催されている。

## 歴史
元唄は明治時代、北海道東海岸方面で流行した作業唄「ナット節」（罐詰所節）であったとされる。
大正時代になり、町に鉱山が開発され（現在は廃坑）、大日本帝国陸軍真室川飛行場の建設工事が始まると、全国から集まった出稼ぎ労働者達の間で、「ナット節」の歌詞を卑猥に改変した「真室川花電車」が歌われるようになった。
一方、これとは別に、真室川出身で宮城県女川の料亭で働き、後年、真室川に戻った近岡仲江（ナカヱ）が、やはり女川で習った「ナット節」を「山水小唄」に改変し、真室川の料亭で歌っていた（通常は、近岡ナカヱが起源とされることが多い）。
これら源流を同じくする二つの小唄は、真室川の料亭『紅屋』の女将佐藤ハルによって、歌詞や三味線弾きの体裁が整えられ、真室川小唄として完成した。これが、出稼ぎ者によって全国に広まったとされる。
現在知られている歌詞は、1952年(昭和27年)に真室川町が歌詞を広く募集し、それを織り込んだものである。これは、「正調真室川音頭」と呼ばれ、レコード録音された。また、林伊佐緒が正調真室川音頭をブギ風にアレンジし歌唱した「真室川ブギ」（ブギ真室川音頭とも）が1954年にキングレコードより発売され、こちらもヒットした。
山形の民謡を参考に作曲された『やまがたふぁんたじぃ〜吹奏楽のための〜』（第31回朝日作曲賞、作曲・杉浦邦弘）でも真室川音頭の旋律が用いられている。

## 歌詞 (正調真室川音頭)
私しゃ真室川の　梅の花　コーオリャ

あなたまた　このまちの鶯よ

花の咲くのを　待ちかねて　コーオリャ

蕾のうちから　通って来る
蕾のうちから　通っては見たが　コーオリャ

ひらかぬ　花とて気がもめる

早く時節が　来たならば　コーオリャ

一枝ぐらいは折ってみたい
夢を見た夢を見た　夢を見た　コーオリャ

あなたと添うとこ　夢を見た

三三九度の盃を　コーオリャ

いただくところで目がさめた
真室川よいとこ　新庄を受けて　コーオリャ

娘また美人で　唄どころ

のぼりくだりに　ちょいと足とめて　コーオリャ

聞いてまたお帰りこの音頭
裏からまわれば　垣根コあるし　コーオリャ

表からまわれば　犬吠える

なくな騒ぐな泥棒じゃないよ　コーオリャ

この家娘さんにちょいと用がある

## 参考書籍
- 仲井 幸二郎、丸山 忍、三隈 治雄『日本民謡辞典』東京堂出版、1972年。